# Picromorpha
Picromorpha là một chi bướm đêm thuộc họ Geometridae.